# 新村古墓群
新村古墓群，位于中国广西壮族自治区贺县黄田公社新村大队，为一个省级文物保护单位，类型为古墓群，为第二批广西壮族自治区文物保护单位，公布时间为1981年8月25日。
新村古墓群的历史年代为汉。